# Малий Азясь
Малий Азя́сь (рос. Малый Азясь, ерз. Малый Азясь) — село у складі Ковилкінського району Мордовії, Росія. Входить до складу Рибкинського сільського поселення.
Населення — 49 осіб (2010; 64 у 2002).
Національний склад станом на 2002 рік:
- росіяни — 70 %
- мордва — 30 %